# Lonicera diamantiaca
Lonicera diamantiaca är en kaprifolväxtart som beskrevs av Takenoshin Nakai. Lonicera diamantiaca ingår i släktet tryar, och familjen kaprifolväxter. Inga underarter finns listade i Catalogue of Life.